# Dezider Ottinger
Dezider Ottinger (3. června 1931 Leopoldov – 31. prosince 2013 tamtéž) byl slovenský fotbalový útočník.
Společně s Dušanem Kabátem a Dušanem Tittelem patří mezi nejvýznamnější odchovance leopoldovské kopané.

## Hráčská kariéra
V československé lize hrál za Slovenu Žilina, vstřelil jednu prvoligovou branku.

### Prvoligová bilance
| Ročník             | Zápasy | Góly | Minuty | Klub               |
| ------------------ | ------ | ---- | ------ | ------------------ |
| I. liga 1952       | –      | 1    | –      | ZSJ Slovena Žilina |
| CELKEM I. ČS. LIGA | –      | 1    | –      |                    |

### Nižší soutěže
Hrál v posledním trenčínském druholigovém derby, které se konalo v sobotu 11. června 1960 a domácí Odeva v něm před 15 000 diváky podlehla mužstvu TTS 1:2 (poločas 0:2). Ke 14. červenci 1960 se oba kluby sloučily a na prvoligovou scénu tak vstoupila Jednota Trenčín. Základní sestavy trenčínských mužstev v posledním vzájemném zápase před sloučením:
Odeva: Šimončič – Ottinger, Kľuka, Čánky, Bezdeda, Hojsík, Husár, Kresta, Kopanický, Fako, Koiš.

TTS: Chromčák – Kubáň, Rovňan, Deglovič, Krnavec, Čemez, Jankech, Heleš, Jajcaj, Bencz, Bajerovský.